# オンライン映画批評家協会賞 非英語作品賞
オンライン映画批評家協会賞 非英語作品賞（Online Film Critics Society Award for Best Film Not in the English Language）は、オンライン映画批評家協会賞の賞の一つである。第15回オンライン映画批評家協会賞までの名称は「外国語映画賞（Best Foreign Language Film）」。

## 受賞作品
| 開催年 | 題名 原題                                                | 監督                         | 製作国         |
| ------ | -------------------------------------------------------- | ---------------------------- | -------------- |
| 1997年 | Shall We ダンス?                                         | 周防正行                     | 日本           |
| 1998年 | ライフ・イズ・ビューティフル La vita è bella             | ロベルト・ベニーニ           | イタリア       |
| 1999年 | ラン・ローラ・ラン Lola rennt                            | トム・ティクヴァ             | ドイツ         |
| 2000年 | グリーン・デスティニー 臥虎蔵龍                          | アン・リー                   | 台湾 中国 香港 |
| 2001年 | アメリ Le Fabuleux Destin d'Amélie Poulain               | ジャン＝ピエール・ジュネ     | フランス       |
| 2002年 | 天国の口、終りの楽園。 Y tu mamá también                 | アルフォンソ・キュアロン     | メキシコ       |
| 2003年 | シティ・オブ・ゴッド Cidade de Deus                      | フェルナンド・メイレレス     | ブラジル       |
| 2004年 | HERO 英雄                                                | チャン・イーモウ             | 中国 香港      |
| 2005年 | ヒトラー 〜最期の12日間〜 Der Untergang                  | オリヴァー・ヒルシュビーゲル | ドイツ         |
| 2006年 | パンズ・ラビリンス El laberinto del fauno                | ギレルモ・デル・トロ         | メキシコ       |
| 2007年 | 潜水服は蝶の夢を見る Le scaphandre et le papillon        | ジュリアン・シュナーベル     | フランス       |
| 2008年 | ぼくのエリ 200歳の少女 Låt den rätte komma in            | トーマス・アルフレッドソン   | スウェーデン   |
| 2009年 | 白いリボン Das weiße Band                                | ミヒャエル・ハネケ           | オーストリア   |
| 2010年 | 母なる証明 마더                                          | ポン・ジュノ                 | 韓国           |
| 2011年 | 別離 جدایی نادر از سیمین                                 | アスガル・ファルハーディー   | イラン         |
| 2012年 | ホーリー・モーターズ Holy Motors                         | レオス・カラックス           | フランス       |
| 2013年 | アデル、ブルーは熱い色 La vie d'Adele ? Chapitres 1 et 2 | アブデラティフ・ケシシュ     | フランス       |
| 2014年 | サンドラの週末 Deux jours, une nuit                      | ダルデンヌ兄弟               | ベルギー       |
| 2015年 | 黒衣の刺客 刺客 聶隱娘                                   | ホウ・シャオシェン           | 台湾           |
| 2016年 | お嬢さん 아가씨                                          | パク・チャヌク               | 韓国           |
| 2017年 | BPM ビート・パー・ミニット 120 battements par minute     | ロバン・カンピヨ             | フランス       |
| 2018年 | ROMA/ローマ Roma                                         | アルフォンソ・キュアロン     | メキシコ       |
| 2019年 | パラサイト 半地下の家族 기생충                           | ポン・ジュノ                 | 韓国           |